# Gentofte Sportspark
Der Gentofte Sportpark (bis 2012 Gentofte Stadion) ist ein Sportpark mit Fußballstadion in der nördlich an die dänische Hauptstadt Kopenhagen angrenzenden Vorstadt Gentofte. Das Stadion bietet rund 15.000 Zuschauern Platz, der Sportpark ist das größte Sportareal der Gemeinde.
Das Stadion ist die Heimspielstätte von Hellerup IK, dem American Footballverein Copenhagen Towers und dem Jægersborg BK. Früher war auch der Fußballverein B 1903 Kopenhagen hier beheimatet. Zahlreiche weitere Sportvereine der Region mit einem breit gefächerten Angebot nutzen den Sportpark als Heimstätte.
Das Stadion wurde zudem für zahlreiche Konzerte genutzt.

## Vorgeschichte
1920 wurde Holger Nielsen zum städtischen Sportkommissar ernannt. Er beaufsichtigte Gymnastik- und Schwimmunterricht an den Schulen der Gemeinde und nahm lebensrettende Maßnahmen und künstliche Beatmung in den Stundenplan auf. Er wünschte sich, dass die Gemeinde ein Stadion erbauen sollte, das die „Jugend als Sportplatz nutzen könne, zur Ausbildung von Körper und Erziehung des Charakters“.
Die Idee des Stadions entstand bereits in den 1920er Jahren. 1921 übernahm die Gemeinde Gentofte den Tjørnegården, eine von Frederiksholms Teglværker bis zu dem Zeitpunkt genutzte Lehmgrube, der ein geeigneter Platz für die Sportanlage war. Der Architekturwettbewerb wurde jedoch erst 1936 veröffentlicht. Dazu lud der Gemeinderat der Gemeinde Gentofte die Architekten Edvard Thomsen, Frits Schlegel, Arne Jacobsen und Mogens Lassen ein, jeweils einen Vorschlag zu entwickeln. Der Gewinner war Arne Jacobsen, der zu dieser Zeit bereits viele Aufgaben von der Gemeinde erhalten hatte. Seine Pläne waren beeindruckend, obwohl nicht alle Teile davon verwirklicht wurden. Wären sie ausgeführt worden, wäre Gentofte Stadion das größte Stadion der Nordischen Länder geworden.
Die Sportanlage war bis zu einem gewissen Grad durch das Profil der Lehmgrube bestimmt. Das Gebäude parallel zur langen Seite des Stadions hinter dem Zuschauerbereich ist in zwei versetzte Flügel aufgeteilt, aus rotem Backstein und mit rotem Dachziegeln gedeckt. Ursprünglich war ein Schwimmbecken geplant, wurde jedoch nicht gebaut. Die Laufbahn in der Lehmgrube ist relativ wind- und wettergeschützt.
Die Gesamtfläche betrug zu dieser Zeit 50.000 m², von denen 1.200 m² in einem Verwaltungsgebäude, einem Hausmeistergebäude sowie in Umkleideräume und einem Restaurant lagen.

## Inbetriebnahme
Am 27. September 1942 wurde das Stadion in Anwesenheit von 20.000 Zuschauern, darunter 1500 Schüler, eingeweiht. 800 Athleten unter der Leitung von Holger Nielsen konkurrierten in verschiedenen Disziplinen. Ehrengäste waren der Bürgermeister Aage E. Jørgensen sowie Prinz Axel Christian Georg und Prinzessin Margaretha.
1954 erhielt das Stadion eine Tribüne für 5.000 Zuschauer. 1965 kamen mehrere Fußballfelder, ein Bogenschießstadion und ein Eishockeyplatz mit internationalen Abmaßen 30 × 60 m und abgerundeten Ecken hinzu. 1974 wurde eine Halle mit den Abmaßen 41 × 70 Meter über der Eisbahn errichtet. Sie hat eine Höhe von 12 Metern.
Das Schwimmbad und die Sporthallen wurden nicht nach den Plänen von Jacobsen, sondern in modifizierter Form als „Kildeskovshallen“ gebaut, die heute unter Denkmalschutz steht. Um 2000 kamen Skateboardbahnen hinzu.
1993 wurde eine Selbstverwaltungsvereinbarung abgeschlossen, der Verwaltungsrat besteht aus Vertretern der im Stadion ansässigen Vereine und einem Vertreter der Gemeinde Gentofte.
Ein Beachvolleyballplatz, eine Rollschuhbahn, ein Hockeyplatz, eine Skateboardanlage und mehrere Fußballplätze folgten 1997. Zwei Jahre später wurde auf einem ehemaligen Parkplatz nördlich des Stadions ein Kunstrasenplatz errichtet.
Die beiden Clubräume in der Eishalle 1 wurden 2002 mit dem Einbau von Panoramafenstern mit Blick auf die Eisbahn modernisiert sowie eine Wendeltreppe von einem Clubraum in die Eishalle errichtet.
2005 wurde beschlossen, eine komplette Modernisierung durchzuführen.

### Einrichtungen der Sportanlage
Gentofte Stadion war zu diesem Zeitpunkt das größte Sportareal in der Gemeinde mit einer Fläche von 200.000 m². Die Sportanlagen werden von der Straße am Stadion durchschnitten und sind daher in zwei Bereiche unterteilt.

### Westlicher Bereich
- ein Fußball-Kiesplatz mit Flutlichtanlage, vor allem für die Wintermonate
- ein Fußballplatz mit Flutlichtanlage für Ganzjahresnutzung
- zwei Fußballgrasplätze für Ganzjahresnutzung
- ein Softballplatz, der hauptsächlich in den Sommermonaten genutzt wird

### Östlicher Bereich
- ein Kunstrasenplatz mit Flutlichtanlage für Ganzjahresnutzung
- Sprung- und Wurfanlagen, die in den Sommermonaten genutzt werden
- ein Cricketplatz für die Sommermonate
- ein Fußballplatz mit Laufbahn für die Spiele der 1. Liga des HIK sowie für American Football-Spiele der Copenhagen Towers
- ein Clubhaus mit acht Umkleideräumen, das das ganze Jahr genutzt wird
- Verwaltung, Konferenzräume und Restaurant
- eine Eishalle für Eishockey, Eiskunstlaufen und Eisstockschießen. Die Eisfläche wird ab dem 1. August bereitet, zwei Wochen später kann die Eisbahn von den Vereinen genutzt werden. Für die Öffentlichkeit ist die Halle ab dem 1. Oktober bis Anfang April geöffnet.
- zwei Beachvolley-Plätze, die in begrenztem Umfang von Schulen genutzt werden.
- eine Pétanquebahn, die fast das ganze Jahr vom Gentofte Petanque Klub verwendet wird
- eine Rollhockeybahn, die in den Sommermonaten genutzt wird
- zwei Fußball-Kleinfelder und vier Fußballfelder, die in den Sommermonaten verwendet werden. Die Plätze werden auch für Cricket genutzt.

2010 begann der Bau der Eishalle 2 für Eishockey und Eiskunstlauf, einer Eisstockhalle sowie neuen Umkleideanlagen für den Ballsport von Jægersborg Boldklub. Das Fußballstadion wurde mit neuen Zäunen, Tribünen und Sitzen ausgestattet.
Die Inbetriebnahme der Eishalle 2 mit 3.600 m² Nutzfläche, davon 2.100 m² für Eishockey und Eiskunstlauf und zusätzlichen Umkleide-, Maschinen- und Abstellräumen erfolgte ein Jahr später. Dazu kam eine Curling-Halle mit zwei Bahnen und einem Clubraum mit insgesamt 700 m.
2012 wurden Clubhäusern für die Vereine Copenhagen Towers, Gentofte Petanque Club, Cricketklubben Soranerne und Gentofte Hockey Klub gebaut. Der alte Kunstrasenplatz (heute K1) wurde mit einem Kunstrasen der neuesten Generation ausgerüstet und auf 68 × 105 Meter erweitert. Ein neuer Kunsthockeyplatz (K3) wurde neben K1 eingerichtet. Der Kunstrasenplatz K2 wurde für American Football hergerichtet. Außerdem wurden ein neuer Petanque-Platz mit Beleuchtung und ein Cricket-Platz eingerichtet.
Der Bau einer Rollschuhhalle mit etwa 1.317 m², davon 86 m² als Clubraum für Gentofte Rullehockey Klub und 349 Zuschauerplätzen wurde 2013 beschlossen.

### Umbau des ursprünglichen Stadions
2014 begann der Bau eines neuen Fußballstadions, einer Ballsporthalle und Einrichtungen für den Schulsport. Ebenso wurde ein neuer Skatepark und eine Skatehalle gebaut.
Beim Umbau blieb die überdachte Tribüne erhalten, alle Zuschauerplätze außerhalb der Tribüne wurden wegen des Umbaues abgerissen. Das gesamte Spielfeld wurde um 90 Grad gedreht. Auf der neu erbauten Längstribüne aus Betonelementen gibt es 300 Klappsitze sowie 180 Stehplätze in den untersten drei Reihen. Nach dem Umbau waren insgesamt 1500 Zuschauerplätze vorhanden, eine Erweiterung auf 4000 Plätze ist möglich.

### Gentoftehallen
Die neue Gentoftehallen wurde im Februar 2016 in Betrieb genommen, im April folgen die neuen Anzeigetafeln im Gentofte Stadion und im Mai die Sporteinrichtungen für die Schule. Gentoftehallen hat eine Grundfläche von etwa 7.000 m². Die Halle A fasst 1.500 Zuschauer und bietet Platz für einen Basketballplatz, drei Volleyballplätze und ein Handballfeld. In der Trainingshalle B sind vier Volleyballplätze, drei Basketballplätze, sechs Badmintonplätze sowie ein Handballplatz.
Das Gentofte Stadion bekam 300 neue überdachte Zuschauerplätze zu den 320 bestehenden überdachten Sitzplätzen sowie rund 1.000 Stehplätze. Die Schulsportanlage ist mit einer 400 m langen Laufbahn mit vier Bahnen, einer 100 m Laufbahn mit sechs Bahnen, Hoch- und Weitsprunganlagen sowie einer Kugelstoßbahn ausgestattet.
Mit Wirkung vom 31. Dezember 2016 endete das Selbstverwaltungsabkommen mit der Gemeinde Gentofte. Die Verwaltung wird seither von einer angestellten Geschäftsführung durchgeführt.

## Informatives

### Fußball
Das Stadion war am 22. Oktober 1991 Schauplatz einer der höchsten Niederlagen des deutschen Rekordmeisters FC Bayern München, der im Hinspiel der zweiten Runde des UEFA-Pokals mit 2:6 dem gastgebenden B 1903 Kopenhagen unterlag.

### Konzerte
Das Stadion wurde immer wieder für Großveranstaltungen, hauptsächlich für Konzerte, genutzt.
Auftritte bekannter Musikgruppen fanden wie folgt statt:
- 05. Juni 1983: Supertramp
- 05. Juni 1987: Genesis mit Phil Collins
- 31. Juli 1988: Pink Floyd
- 06. Juni 1989: Simple Minds
- 22. Mai 1990: Tina Turner
- 05. Juni 1990: Prince
- 12. Mai 1991: Bryan Adams und ZZ Top
- 10. Aug. 1991: AC/DC und Metallica
- 20. Juli 1992: Michael Jackson
- 27. Juli 1992: Dire Straits
- 28. Juli 1992: Dire Straits
- 28. Mai 1993: Metallica
- 30. Mai 1993: Bruce Springsteen
- 08. Juni 1993: Guns N’ Roses
- 27. Juli 1993: U2
- 07. Aug. 1994: Bryan Adams, Pretenders und Jimmy Barnes
- 10. Mai 1997: Rockshow
- 11. Juli 2005: Giants of Rock mit Rammstein und Slayer

Im Prinzip endeten die Konzerte in Gentofte 1994. Grund dafür war der neu renovierte Sportpark in Kopenhagen-Østerbro, in dem ab diesem Zeitpunkt die Konzerte stattfanden.

## Namensgebung
Infolge der zahlreichen Erweiterungen wurde das Gentofte Stadion 2012 in Gentofte Sportpark umbenannt.